# Gouvernement Mussolini
Royaume d'Italie
Facta II Badoglio I
Le gouvernement Mussolini, présenté lors de sa formation, comme un « cabinet d'union nationale » comprenait, en dehors des fascistes, des nationalistes, des démocrates-sociaux nittiens, des giolittiens, des libéraux « salandriniens », et des monarchistes. Il est resté en fonction du 31 octobre 1922 au 25 juillet 1943 soit 7 572 jours, ou encore 20 ans, 8 mois et 25 jours ce qui en fait le plus long de l'histoire italienne.

## Composition du gouvernement
À son entrée en fonctions, le gouvernement Mussolini était composé de :
- 3 ministres fascistes : Alberto De Stefani (it), Giovanni Giuriati et Aldo Oviglio, en plus de Benito Mussolini lui-même ;
- 2 membres du Parti populaire : Stefano Cavazzoni (it) et Vincenzo Tangorra (it) ;
- 2 membres du Parti démocrate social (it) : Gabriello Carnazza (it) et Giovanni Antonio Colonna di Cesarò (it) ;
- 1 libéral « salandrinien » : Giuseppe De Capitani D'Arzago (it) ;
- 1 libéral « giolittien » : Teofilo Rossi (comme son successeur Orso Mario Corbino) ;
- 1 nationaliste, puis fasciste : Luigi Federzoni ;
- 2 militaires : Armando Diaz et Paolo Thaon di Revel ;
- 1 indépendant, puis fasciste : Giovanni Gentile.

À partir du 1er juillet 1924, le gouvernement est composé exclusivement de fascistes, exception faite de quelques militaires.

## Ministères
| Fonction                                        | Titulaire                           | Titulaire | Titulaire | Sous-secrétaires |
| Présidence du Conseil des ministres             | Présidence du Conseil des ministres | Présidence du Conseil des ministres                                                                                       | Présidence du Conseil des ministres                                                                                       | Secrétaire d'État à la présidence du Conseil des ministres |
| ----------------------------------------------- | ----------------------------------- | --- | --- | --- |
| Président du Conseil des ministres              |                                     | | Benito Mussolini (PNF) | - Giacomo Acerbo (PNF) (du 31 octobre 1922 au 3 juillet 1924) - Giacomo Suardo (PNF) (du 3 juillet 1924 au 21 décembre 1927) - Francesco Giunta (PNF) (du 21 décembre 1927 au 20 juillet 1932) - Edmondo Rossoni (PNF) (du 20 juillet 1932 au 24 janvier 1935) - Galeazzo Ciano (PNF)(du 6 septembre 1934 au 26 juin 1935) - Giacomo Medici Del Vascello (PNF) (du 24 janvier 1935 au 31 octobre 1939) - Felice Guarnieri (PNF) (du 2 janvier 1936 au 20 novembre 1937) - Luigi Russo (PNF) (du 31 octobre 1939 au 6 février 1943) - Carlo Favagrossa (PNF)(du 23 mai 1940 au 6 février 1943) - Amilcare Rossi (PNF) (du 6 février 1943 au 25 juillet 1943) |
| Ministère                                       | Ministre                            | Ministre | Ministre | Secrétaires d'État |
| Affaires étrangères                             |                                     | | Benito Mussolini (PNF) (par intérim du 31 octobre 1922 au 17 juin 1924, titulaire du 17 juin 1924 au 12 septembre 1929)   | - Ernesto Vassalli (PPI) (du 31 octobre 1922 au 27 avril 1923) - Dino Grandi (PNF) (du 14 mai 1925 au 12 septembre 1929) - Amedeo Fani (PNF) (du 12 septembre 1929 au 20 juillet 1932) - Fulvio Suvich (PNF) (du 20 juillet 1932 au 11 juin 1936) - Giuseppe Bastianini (PNF) (du 11 juin 1936 au 14 octobre 1939) - Zenone Benini (PNF)(du 18 avril 1939 au 31 juillet 1941) - Giuseppe Bastianini (PNF) (du 6 février 1943 al 25 juillet 1943) |
| Affaires étrangères                             |                                     | Dino Grandi (PNF) (du 12 septembre 1929 au 20 juillet 1932)                                                               | | - Ernesto Vassalli (PPI) (du 31 octobre 1922 au 27 avril 1923) - Dino Grandi (PNF) (du 14 mai 1925 au 12 septembre 1929) - Amedeo Fani (PNF) (du 12 septembre 1929 au 20 juillet 1932) - Fulvio Suvich (PNF) (du 20 juillet 1932 au 11 juin 1936) - Giuseppe Bastianini (PNF) (du 11 juin 1936 au 14 octobre 1939) - Zenone Benini (PNF)(du 18 avril 1939 au 31 juillet 1941) - Giuseppe Bastianini (PNF) (du 6 février 1943 al 25 juillet 1943) |
| Affaires étrangères                             |                                     | Benito Mussolini (PNF) (du 20 juillet 1932 au 11 juin 1936)                                                               | | - Ernesto Vassalli (PPI) (du 31 octobre 1922 au 27 avril 1923) - Dino Grandi (PNF) (du 14 mai 1925 au 12 septembre 1929) - Amedeo Fani (PNF) (du 12 septembre 1929 au 20 juillet 1932) - Fulvio Suvich (PNF) (du 20 juillet 1932 au 11 juin 1936) - Giuseppe Bastianini (PNF) (du 11 juin 1936 au 14 octobre 1939) - Zenone Benini (PNF)(du 18 avril 1939 au 31 juillet 1941) - Giuseppe Bastianini (PNF) (du 6 février 1943 al 25 juillet 1943) |
| Affaires étrangères                             |                                     | Galeazzo Ciano (PNF) (du 11 juin 1936 au 6 février 1943)                                                                  | | - Ernesto Vassalli (PPI) (du 31 octobre 1922 au 27 avril 1923) - Dino Grandi (PNF) (du 14 mai 1925 au 12 septembre 1929) - Amedeo Fani (PNF) (du 12 septembre 1929 au 20 juillet 1932) - Fulvio Suvich (PNF) (du 20 juillet 1932 au 11 juin 1936) - Giuseppe Bastianini (PNF) (du 11 juin 1936 au 14 octobre 1939) - Zenone Benini (PNF)(du 18 avril 1939 au 31 juillet 1941) - Giuseppe Bastianini (PNF) (du 6 février 1943 al 25 juillet 1943) |
| Affaires étrangères                             |                                     | Benito Mussolini (PNF) (du 6 février 1943 au 25 juillet 1943)                                                             | | - Ernesto Vassalli (PPI) (du 31 octobre 1922 au 27 avril 1923) - Dino Grandi (PNF) (du 14 mai 1925 au 12 septembre 1929) - Amedeo Fani (PNF) (du 12 septembre 1929 au 20 juillet 1932) - Fulvio Suvich (PNF) (du 20 juillet 1932 au 11 juin 1936) - Giuseppe Bastianini (PNF) (du 11 juin 1936 au 14 octobre 1939) - Zenone Benini (PNF)(du 18 avril 1939 au 31 juillet 1941) - Giuseppe Bastianini (PNF) (du 6 février 1943 al 25 juillet 1943) |
| Intérieur                                       |                                     | | Benito Mussolini (PNF) (du 31 octobre 1922 au 17 juin 1924)                                                               | - Alzo Finzi (PNF) (du 31 octobre 1922 au 17 juin 1924) - Dino Grandi (PNF) (du 3 juillet 1924 au 14 mai 1925) - Attilio Teruzzi (PNF) (du 14 mai 1925 au 6 novembre 1926) - Giacomo Suardo (PNF) (du 6 novembre 1926 au 13 mars 1928) - Michele Bianchi (PNF) (du 13 mars 1928 au 12 septembre 1929) - Leandro Arpinati (PNF) (du 12 septembre 1929 au 8 mai 1933) - Guido Buffarini Guidi (PNF) (du 8 mai 1933 au 6 février 1943) - Umberto Albini (du 6 février 1943 au 25 juillet 1943) |
| Intérieur                                       |                                     | Luigi Federzoni (PNF) (17 juillet 1924 au 6 novembre 1926)                                                                | | - Alzo Finzi (PNF) (du 31 octobre 1922 au 17 juin 1924) - Dino Grandi (PNF) (du 3 juillet 1924 au 14 mai 1925) - Attilio Teruzzi (PNF) (du 14 mai 1925 au 6 novembre 1926) - Giacomo Suardo (PNF) (du 6 novembre 1926 au 13 mars 1928) - Michele Bianchi (PNF) (du 13 mars 1928 au 12 septembre 1929) - Leandro Arpinati (PNF) (du 12 septembre 1929 au 8 mai 1933) - Guido Buffarini Guidi (PNF) (du 8 mai 1933 au 6 février 1943) - Umberto Albini (du 6 février 1943 au 25 juillet 1943) |
| Intérieur                                       |                                     | Benito Mussolini (PNF) (du 6 novembre 1926 au 25 juillet 1943)                                                            | | - Alzo Finzi (PNF) (du 31 octobre 1922 au 17 juin 1924) - Dino Grandi (PNF) (du 3 juillet 1924 au 14 mai 1925) - Attilio Teruzzi (PNF) (du 14 mai 1925 au 6 novembre 1926) - Giacomo Suardo (PNF) (du 6 novembre 1926 au 13 mars 1928) - Michele Bianchi (PNF) (du 13 mars 1928 au 12 septembre 1929) - Leandro Arpinati (PNF) (du 12 septembre 1929 au 8 mai 1933) - Guido Buffarini Guidi (PNF) (du 8 mai 1933 au 6 février 1943) - Umberto Albini (du 6 février 1943 au 25 juillet 1943) |
| Travaux publics                                 |                                     | | Gabriello Carnazza (PDSI, depuis 1923 PNF) (31 octobre 1922 au 1 juillet 1924)                                            | - Alessandro Sardi (ANI) (du 31 octobre 1922 au 3 juillet 1924) - Edoardo Torre (PNF) (du 4 janvier 1923 au 30 avril 1924) - Antonio Scialoja (Ind.) (du 3 juillet 1924 au 12 janvier 1925) - Alfredo Petrillo (PLI) (du 12 janvier 1925 au 31 octobre 1925) - Michele Bianchi (PNF) (du 31 octobre 1925 au 13 mars 1928) - Araldo di Crollalanza (PNF) (du 9 juillet 1928 au 13 février 1930) - Antonio Leoni (PNF) (du 15 février 1930 au 24 février 1935) - Giuseppe Cobolli Gigli (PNF) (du 24 janvier 1935 au 5 septembre 1935) - Pio Calletti (PNF) (du 18 février 1941 au 25 juillet 1943) |
| Travaux publics                                 |                                     | Gino Sarrocchi (PNF) (du 1er juillet 19 24 au 5 janvier 1925)                                                             | | - Alessandro Sardi (ANI) (du 31 octobre 1922 au 3 juillet 1924) - Edoardo Torre (PNF) (du 4 janvier 1923 au 30 avril 1924) - Antonio Scialoja (Ind.) (du 3 juillet 1924 au 12 janvier 1925) - Alfredo Petrillo (PLI) (du 12 janvier 1925 au 31 octobre 1925) - Michele Bianchi (PNF) (du 31 octobre 1925 au 13 mars 1928) - Araldo di Crollalanza (PNF) (du 9 juillet 1928 au 13 février 1930) - Antonio Leoni (PNF) (du 15 février 1930 au 24 février 1935) - Giuseppe Cobolli Gigli (PNF) (du 24 janvier 1935 au 5 septembre 1935) - Pio Calletti (PNF) (du 18 février 1941 au 25 juillet 1943) |
| Travaux publics                                 |                                     | Giovanni Giurati (PNF) (du 5 janvier 1925 au 30 avril 1929)                                                               | | - Alessandro Sardi (ANI) (du 31 octobre 1922 au 3 juillet 1924) - Edoardo Torre (PNF) (du 4 janvier 1923 au 30 avril 1924) - Antonio Scialoja (Ind.) (du 3 juillet 1924 au 12 janvier 1925) - Alfredo Petrillo (PLI) (du 12 janvier 1925 au 31 octobre 1925) - Michele Bianchi (PNF) (du 31 octobre 1925 au 13 mars 1928) - Araldo di Crollalanza (PNF) (du 9 juillet 1928 au 13 février 1930) - Antonio Leoni (PNF) (du 15 février 1930 au 24 février 1935) - Giuseppe Cobolli Gigli (PNF) (du 24 janvier 1935 au 5 septembre 1935) - Pio Calletti (PNF) (du 18 février 1941 au 25 juillet 1943) |
| Travaux publics                                 |                                     | Benito Mussolini (PNF) (du 30 avril 1929 au 12 septembre 1929)                                                            | | - Alessandro Sardi (ANI) (du 31 octobre 1922 au 3 juillet 1924) - Edoardo Torre (PNF) (du 4 janvier 1923 au 30 avril 1924) - Antonio Scialoja (Ind.) (du 3 juillet 1924 au 12 janvier 1925) - Alfredo Petrillo (PLI) (du 12 janvier 1925 au 31 octobre 1925) - Michele Bianchi (PNF) (du 31 octobre 1925 au 13 mars 1928) - Araldo di Crollalanza (PNF) (du 9 juillet 1928 au 13 février 1930) - Antonio Leoni (PNF) (du 15 février 1930 au 24 février 1935) - Giuseppe Cobolli Gigli (PNF) (du 24 janvier 1935 au 5 septembre 1935) - Pio Calletti (PNF) (du 18 février 1941 au 25 juillet 1943) |
| Travaux publics                                 |                                     | Michele Bianchi (PNF) (du 12 septembre 1929 au 3 février 1930)                                                            | | - Alessandro Sardi (ANI) (du 31 octobre 1922 au 3 juillet 1924) - Edoardo Torre (PNF) (du 4 janvier 1923 au 30 avril 1924) - Antonio Scialoja (Ind.) (du 3 juillet 1924 au 12 janvier 1925) - Alfredo Petrillo (PLI) (du 12 janvier 1925 au 31 octobre 1925) - Michele Bianchi (PNF) (du 31 octobre 1925 au 13 mars 1928) - Araldo di Crollalanza (PNF) (du 9 juillet 1928 au 13 février 1930) - Antonio Leoni (PNF) (du 15 février 1930 au 24 février 1935) - Giuseppe Cobolli Gigli (PNF) (du 24 janvier 1935 au 5 septembre 1935) - Pio Calletti (PNF) (du 18 février 1941 au 25 juillet 1943) |
| Travaux publics                                 |                                     | Araldo di Crollalanza (PNF) (du 13 février 1930 au 24 janvier 1935)                                                       | | - Alessandro Sardi (ANI) (du 31 octobre 1922 au 3 juillet 1924) - Edoardo Torre (PNF) (du 4 janvier 1923 au 30 avril 1924) - Antonio Scialoja (Ind.) (du 3 juillet 1924 au 12 janvier 1925) - Alfredo Petrillo (PLI) (du 12 janvier 1925 au 31 octobre 1925) - Michele Bianchi (PNF) (du 31 octobre 1925 au 13 mars 1928) - Araldo di Crollalanza (PNF) (du 9 juillet 1928 au 13 février 1930) - Antonio Leoni (PNF) (du 15 février 1930 au 24 février 1935) - Giuseppe Cobolli Gigli (PNF) (du 24 janvier 1935 au 5 septembre 1935) - Pio Calletti (PNF) (du 18 février 1941 au 25 juillet 1943) |
| Travaux publics                                 |                                     | Luigi Razza (PNF) (du 24 janvier 1935 au 7 août 1935)                                                                     | | - Alessandro Sardi (ANI) (du 31 octobre 1922 au 3 juillet 1924) - Edoardo Torre (PNF) (du 4 janvier 1923 au 30 avril 1924) - Antonio Scialoja (Ind.) (du 3 juillet 1924 au 12 janvier 1925) - Alfredo Petrillo (PLI) (du 12 janvier 1925 au 31 octobre 1925) - Michele Bianchi (PNF) (du 31 octobre 1925 au 13 mars 1928) - Araldo di Crollalanza (PNF) (du 9 juillet 1928 au 13 février 1930) - Antonio Leoni (PNF) (du 15 février 1930 au 24 février 1935) - Giuseppe Cobolli Gigli (PNF) (du 24 janvier 1935 au 5 septembre 1935) - Pio Calletti (PNF) (du 18 février 1941 au 25 juillet 1943) |
| Travaux publics                                 |                                     | Giuseppe Cobolli Gigli (PNF) (du 5 septembre 1935 au 32 octobre 1939)                                                     | | - Alessandro Sardi (ANI) (du 31 octobre 1922 au 3 juillet 1924) - Edoardo Torre (PNF) (du 4 janvier 1923 au 30 avril 1924) - Antonio Scialoja (Ind.) (du 3 juillet 1924 au 12 janvier 1925) - Alfredo Petrillo (PLI) (du 12 janvier 1925 au 31 octobre 1925) - Michele Bianchi (PNF) (du 31 octobre 1925 au 13 mars 1928) - Araldo di Crollalanza (PNF) (du 9 juillet 1928 au 13 février 1930) - Antonio Leoni (PNF) (du 15 février 1930 au 24 février 1935) - Giuseppe Cobolli Gigli (PNF) (du 24 janvier 1935 au 5 septembre 1935) - Pio Calletti (PNF) (du 18 février 1941 au 25 juillet 1943) |
| Travaux publics                                 |                                     | Adelchi Serena (PNF) (du 31 octobre 1939 au 30 octobre 1940)                                                              | | - Alessandro Sardi (ANI) (du 31 octobre 1922 au 3 juillet 1924) - Edoardo Torre (PNF) (du 4 janvier 1923 au 30 avril 1924) - Antonio Scialoja (Ind.) (du 3 juillet 1924 au 12 janvier 1925) - Alfredo Petrillo (PLI) (du 12 janvier 1925 au 31 octobre 1925) - Michele Bianchi (PNF) (du 31 octobre 1925 au 13 mars 1928) - Araldo di Crollalanza (PNF) (du 9 juillet 1928 au 13 février 1930) - Antonio Leoni (PNF) (du 15 février 1930 au 24 février 1935) - Giuseppe Cobolli Gigli (PNF) (du 24 janvier 1935 au 5 septembre 1935) - Pio Calletti (PNF) (du 18 février 1941 au 25 juillet 1943) |
| Travaux publics                                 |                                     | Giuseppe Gorla (PNF) (du 30 octobre 1940 au 6 février 1943)                                                               | | - Alessandro Sardi (ANI) (du 31 octobre 1922 au 3 juillet 1924) - Edoardo Torre (PNF) (du 4 janvier 1923 au 30 avril 1924) - Antonio Scialoja (Ind.) (du 3 juillet 1924 au 12 janvier 1925) - Alfredo Petrillo (PLI) (du 12 janvier 1925 au 31 octobre 1925) - Michele Bianchi (PNF) (du 31 octobre 1925 au 13 mars 1928) - Araldo di Crollalanza (PNF) (du 9 juillet 1928 au 13 février 1930) - Antonio Leoni (PNF) (du 15 février 1930 au 24 février 1935) - Giuseppe Cobolli Gigli (PNF) (du 24 janvier 1935 au 5 septembre 1935) - Pio Calletti (PNF) (du 18 février 1941 au 25 juillet 1943) |
| Travaux publics                                 |                                     | Zenone Benini (PNF) (du 6 février 1943 au 25 juillet 1943)                                                                | | - Alessandro Sardi (ANI) (du 31 octobre 1922 au 3 juillet 1924) - Edoardo Torre (PNF) (du 4 janvier 1923 au 30 avril 1924) - Antonio Scialoja (Ind.) (du 3 juillet 1924 au 12 janvier 1925) - Alfredo Petrillo (PLI) (du 12 janvier 1925 au 31 octobre 1925) - Michele Bianchi (PNF) (du 31 octobre 1925 au 13 mars 1928) - Araldo di Crollalanza (PNF) (du 9 juillet 1928 au 13 février 1930) - Antonio Leoni (PNF) (du 15 février 1930 au 24 février 1935) - Giuseppe Cobolli Gigli (PNF) (du 24 janvier 1935 au 5 septembre 1935) - Pio Calletti (PNF) (du 18 février 1941 au 25 juillet 1943) |
| Travail et de la sécurité sociale               |                                     | | Stefano Cavazzoni (PPI) (du 31 octobre 1922 au 27 avril 1923)                                                             | - Silvio Gai (PNF) (du 31 octobre 1922 au 27 avril 1923) |
| Trésor                                          |                                     | | Vincenzo Tangorra (PPI) (du 31 octobre 1922 au 21 décembre 1922)                                                          | - Alfredo Rocco (PNF) (du 31 octobre 1922 au 31 décembre 1922) - Cesare Maria De Vecchi (PNF) (du 31 octobre 1922 au 31 décembre 1922) |
| Trésor                                          |                                     | Alberto De Stefani (PNF) (par interim, du 21 décembre 1922 au 31 décembre 1922)                                           | | - Alfredo Rocco (PNF) (du 31 octobre 1922 au 31 décembre 1922) - Cesare Maria De Vecchi (PNF) (du 31 octobre 1922 au 31 décembre 1922) |
| Agriculture                                     |                                     | | Giuseppe De Capitani d'Arzago (PLI) (du 31 octobre 1922 au du 5 juillet 1923)                                             | - Ottavio Corgini (PNF) (du 31 octobre 1922 au du 7 juin 1923) |
| Industrie et Commerce                           |                                     | | Teofilo Rossi (PLI) (du 31 octobre 1922 au du 5 juillet 1923)                                                             | - Giovanni Gronchi (PPI) (du 31 octobre 1922 au 27 avril 1923) |
| Justice et affaires religieuses                 |                                     | | Aldo Oviglio (PNF) (du 31 octobre 1922 du 5 janvier 1925)                                                                 | - Fulvio Milani (PPI) (du 31 octobre 1922 al 27 avril 1923) - Paolo Mattei Gentili (PNF) (du 2 juillet 1924 al 12 septembre 1929) - Giuseppe Morelli (PNF) (du 12 septembre 1929 au 20 juillet 1932) |
| Justice et affaires religieuses                 |                                     | Alfredo Rocco (PNF) (du 5 janvier 1925 au 20 juillet 1932)                                                                | | - Fulvio Milani (PPI) (du 31 octobre 1922 al 27 avril 1923) - Paolo Mattei Gentili (PNF) (du 2 juillet 1924 al 12 septembre 1929) - Giuseppe Morelli (PNF) (du 12 septembre 1929 au 20 juillet 1932) |
| Guerre                                          |                                     | | Armando Diaz (militaire) (du 31 octobre 1922 au 30 avril 1924)                                                            | - Carlo Bonardi (PNF) (du 31 octobre 1922 au du 3 juillet 19 24) - Ambrogio Clerici (militaire) (du 3 juillet 19 24 au du 4 mai 1925) - Ugo Cavallero (militaire) (du 2 mai 1925 au 24 novembre 1928) - Pietro Gazzera (militaire) (du 24 novembre 1928 au 12 septembre 1929) - Angelo Manaresi (PNF) (du 12 septembre 1929 au 22 juillet 1933) - Federico Baistrocchi (Militaire) (du 22 juillet 1933 al 7 octobre 1936) - Alberto Pariani (militaire) (du 7 octobre 1936 al 31 octobre 1939) - Ubaldo Soddu (militaire) (du 31 octobre 1939 au 30 novembre 1940) - Alfredo Guzzoni (militaire) (dal 30 novembre 1940 al 24 maggio 1941) - Antonio Scuero (militaire) (du 24 mai 1941 au 13 février 1943) - Antonio Sorice (militaire) (du 13 février 1943 au 25 juillet 1943) |
| Guerre                                          |                                     | Antonino Di Giorgio (PNF) (du 30 avril 19 24 au 4 avril 1925)                                                             | | - Carlo Bonardi (PNF) (du 31 octobre 1922 au du 3 juillet 19 24) - Ambrogio Clerici (militaire) (du 3 juillet 19 24 au du 4 mai 1925) - Ugo Cavallero (militaire) (du 2 mai 1925 au 24 novembre 1928) - Pietro Gazzera (militaire) (du 24 novembre 1928 au 12 septembre 1929) - Angelo Manaresi (PNF) (du 12 septembre 1929 au 22 juillet 1933) - Federico Baistrocchi (Militaire) (du 22 juillet 1933 al 7 octobre 1936) - Alberto Pariani (militaire) (du 7 octobre 1936 al 31 octobre 1939) - Ubaldo Soddu (militaire) (du 31 octobre 1939 au 30 novembre 1940) - Alfredo Guzzoni (militaire) (dal 30 novembre 1940 al 24 maggio 1941) - Antonio Scuero (militaire) (du 24 mai 1941 au 13 février 1943) - Antonio Sorice (militaire) (du 13 février 1943 au 25 juillet 1943) |
| Guerre                                          |                                     | Benito Mussolini (PNF) (par interim, du 4 avril 1925 au 3 janvier 1926, titulaire du 3 janvier 1926 au 12 septembre 1929) | | - Carlo Bonardi (PNF) (du 31 octobre 1922 au du 3 juillet 19 24) - Ambrogio Clerici (militaire) (du 3 juillet 19 24 au du 4 mai 1925) - Ugo Cavallero (militaire) (du 2 mai 1925 au 24 novembre 1928) - Pietro Gazzera (militaire) (du 24 novembre 1928 au 12 septembre 1929) - Angelo Manaresi (PNF) (du 12 septembre 1929 au 22 juillet 1933) - Federico Baistrocchi (Militaire) (du 22 juillet 1933 al 7 octobre 1936) - Alberto Pariani (militaire) (du 7 octobre 1936 al 31 octobre 1939) - Ubaldo Soddu (militaire) (du 31 octobre 1939 au 30 novembre 1940) - Alfredo Guzzoni (militaire) (dal 30 novembre 1940 al 24 maggio 1941) - Antonio Scuero (militaire) (du 24 mai 1941 au 13 février 1943) - Antonio Sorice (militaire) (du 13 février 1943 au 25 juillet 1943) |
| Guerre                                          |                                     | Pietro Gazzera (PNF) (du 12 septembre 1929 au 22 juillet 1933)                                                            | | - Carlo Bonardi (PNF) (du 31 octobre 1922 au du 3 juillet 19 24) - Ambrogio Clerici (militaire) (du 3 juillet 19 24 au du 4 mai 1925) - Ugo Cavallero (militaire) (du 2 mai 1925 au 24 novembre 1928) - Pietro Gazzera (militaire) (du 24 novembre 1928 au 12 septembre 1929) - Angelo Manaresi (PNF) (du 12 septembre 1929 au 22 juillet 1933) - Federico Baistrocchi (Militaire) (du 22 juillet 1933 al 7 octobre 1936) - Alberto Pariani (militaire) (du 7 octobre 1936 al 31 octobre 1939) - Ubaldo Soddu (militaire) (du 31 octobre 1939 au 30 novembre 1940) - Alfredo Guzzoni (militaire) (dal 30 novembre 1940 al 24 maggio 1941) - Antonio Scuero (militaire) (du 24 mai 1941 au 13 février 1943) - Antonio Sorice (militaire) (du 13 février 1943 au 25 juillet 1943) |
| Guerre                                          |                                     | Benito Mussolini (PNF) (du 22 juillet 1933 du 25 juillet 1943)                                                            | | - Carlo Bonardi (PNF) (du 31 octobre 1922 au du 3 juillet 19 24) - Ambrogio Clerici (militaire) (du 3 juillet 19 24 au du 4 mai 1925) - Ugo Cavallero (militaire) (du 2 mai 1925 au 24 novembre 1928) - Pietro Gazzera (militaire) (du 24 novembre 1928 au 12 septembre 1929) - Angelo Manaresi (PNF) (du 12 septembre 1929 au 22 juillet 1933) - Federico Baistrocchi (Militaire) (du 22 juillet 1933 al 7 octobre 1936) - Alberto Pariani (militaire) (du 7 octobre 1936 al 31 octobre 1939) - Ubaldo Soddu (militaire) (du 31 octobre 1939 au 30 novembre 1940) - Alfredo Guzzoni (militaire) (dal 30 novembre 1940 al 24 maggio 1941) - Antonio Scuero (militaire) (du 24 mai 1941 au 13 février 1943) - Antonio Sorice (militaire) (du 13 février 1943 au 25 juillet 1943) |
| Marine                                          |                                     | | Paolo Thaon di Revel (militaire) (du 31 octobre 1922 au 8 mai 1925)                                                       | - Costanzo Ciano (PNF) (du 31 octobre 1922 au 5 février 1924) - Giuseppe Sirianni (militaire) (du 14 mai 1925 au 12 septembre 1929) - Gioacchino Russo (PNF) (du 12 septembre 1929 au 6 novembre 1933) - Domenico Cavagnari (militaire) (du 6 novembre 1933 au 8 décembre 1940) - Arturo Riccardi (PNF) (du 8 décembre 1940 au 25 juillet 1943) |
| Marine                                          |                                     | Benito Mussolini (PNF) (par interim, du 8 mai 1925 au 3 janvier 1926, titulaire du 3 janvier 1926 au 12 septembre 1929)   | | - Costanzo Ciano (PNF) (du 31 octobre 1922 au 5 février 1924) - Giuseppe Sirianni (militaire) (du 14 mai 1925 au 12 septembre 1929) - Gioacchino Russo (PNF) (du 12 septembre 1929 au 6 novembre 1933) - Domenico Cavagnari (militaire) (du 6 novembre 1933 au 8 décembre 1940) - Arturo Riccardi (PNF) (du 8 décembre 1940 au 25 juillet 1943) |
| Marine                                          |                                     | Giuseppe Sirianni (PNF) (du 12 septembre 1929 au 6 novembre 1933)                                                         | | - Costanzo Ciano (PNF) (du 31 octobre 1922 au 5 février 1924) - Giuseppe Sirianni (militaire) (du 14 mai 1925 au 12 septembre 1929) - Gioacchino Russo (PNF) (du 12 septembre 1929 au 6 novembre 1933) - Domenico Cavagnari (militaire) (du 6 novembre 1933 au 8 décembre 1940) - Arturo Riccardi (PNF) (du 8 décembre 1940 au 25 juillet 1943) |
| Marine                                          |                                     | Benito Mussolini (PNF) (du 6 novembre 1933 au 25 juillet 1943)                                                            | | - Costanzo Ciano (PNF) (du 31 octobre 1922 au 5 février 1924) - Giuseppe Sirianni (militaire) (du 14 mai 1925 au 12 septembre 1929) - Gioacchino Russo (PNF) (du 12 septembre 1929 au 6 novembre 1933) - Domenico Cavagnari (militaire) (du 6 novembre 1933 au 8 décembre 1940) - Arturo Riccardi (PNF) (du 8 décembre 1940 au 25 juillet 1943) |
| Instruction publique                            |                                     | | Giovanni Gentile (Ind.) (du 31 octobre 1922 au 1 juillet 1924)                                                            | - Luigi Siciliani (ANI) (du 31 octobre 1922 au 15 avril 1923) - Dario Lupi (PNF) (du 31 octobre 1922 au 15 avril 1923) - Balbino Giuliano (PNF) (du 3 juillet 19 24 au 6 janvier 1925) - Michele Romano (PNF) (du 6 janvier 1925 au 6 novembre 1926) - Emilio Bodrero (PNF) (du 6 novembre 1926 au 9 juillet 19 28) - Pier Silverio Leicht (PNF) (du 9 juillet 1928 au 12 septembre 1929) |
| Instruction publique                            |                                     | Alessandro Casati (PNF) (du 1er juillet 19 24 au 5 janvier 1925)                                                          | | - Luigi Siciliani (ANI) (du 31 octobre 1922 au 15 avril 1923) - Dario Lupi (PNF) (du 31 octobre 1922 au 15 avril 1923) - Balbino Giuliano (PNF) (du 3 juillet 19 24 au 6 janvier 1925) - Michele Romano (PNF) (du 6 janvier 1925 au 6 novembre 1926) - Emilio Bodrero (PNF) (du 6 novembre 1926 au 9 juillet 19 28) - Pier Silverio Leicht (PNF) (du 9 juillet 1928 au 12 septembre 1929) |
| Instruction publique                            |                                     | Pietro Fedele (PNF) (du 5 janvier 1925 au du 9 juillet 19 28)                                                             | | - Luigi Siciliani (ANI) (du 31 octobre 1922 au 15 avril 1923) - Dario Lupi (PNF) (du 31 octobre 1922 au 15 avril 1923) - Balbino Giuliano (PNF) (du 3 juillet 19 24 au 6 janvier 1925) - Michele Romano (PNF) (du 6 janvier 1925 au 6 novembre 1926) - Emilio Bodrero (PNF) (du 6 novembre 1926 au 9 juillet 19 28) - Pier Silverio Leicht (PNF) (du 9 juillet 1928 au 12 septembre 1929) |
| Instruction publique                            |                                     | Giuseppe Belluzzo (PNF) (du 9 juillet 1928 au 12 septembre 1929)                                                          | | - Luigi Siciliani (ANI) (du 31 octobre 1922 au 15 avril 1923) - Dario Lupi (PNF) (du 31 octobre 1922 au 15 avril 1923) - Balbino Giuliano (PNF) (du 3 juillet 19 24 au 6 janvier 1925) - Michele Romano (PNF) (du 6 janvier 1925 au 6 novembre 1926) - Emilio Bodrero (PNF) (du 6 novembre 1926 au 9 juillet 19 28) - Pier Silverio Leicht (PNF) (du 9 juillet 1928 au 12 septembre 1929) |
| Colonies                                        |                                     | | Luigi Federzoni (ANI, dal 1923 PNF) (du 31 octobre 1922 au 17 juin 1924)                                                  | - Giovanni Marchi (PNF) (du 31 octobre 1922 au du 3 juillet 1924) - Roberto Cantalupo (PNF) (du 3 juillet 1924 au 6 novembre 1926) - Piero Bolzon (PNF) (du 6 novembre 1926 au 18 décembre 1928) - Emilio De Bono (PNF) (du 18 décembre 1928 au 12 septembre 1929) - Alessandro Lessona (PNF) (du 12 septembre 1929 au 11 juin 1936) |
| Colonies                                        |                                     | Benito Mussolini (PNF) (par interim, du 17 juin 1024 au 1 juillet 1924)                                                   | | - Giovanni Marchi (PNF) (du 31 octobre 1922 au du 3 juillet 1924) - Roberto Cantalupo (PNF) (du 3 juillet 1924 au 6 novembre 1926) - Piero Bolzon (PNF) (du 6 novembre 1926 au 18 décembre 1928) - Emilio De Bono (PNF) (du 18 décembre 1928 au 12 septembre 1929) - Alessandro Lessona (PNF) (du 12 septembre 1929 au 11 juin 1936) |
| Colonies                                        |                                     | Pietro Lanza di Scalea (PNF) (du 1er juillet 1924 au 6 novembre 1926)                                                     | | - Giovanni Marchi (PNF) (du 31 octobre 1922 au du 3 juillet 1924) - Roberto Cantalupo (PNF) (du 3 juillet 1924 au 6 novembre 1926) - Piero Bolzon (PNF) (du 6 novembre 1926 au 18 décembre 1928) - Emilio De Bono (PNF) (du 18 décembre 1928 au 12 septembre 1929) - Alessandro Lessona (PNF) (du 12 septembre 1929 au 11 juin 1936) |
| Colonies                                        | cista" \|                           | | Luigi Federzoni (PNF) (du 6 novembre 19 26 au 18 décembre 1928)                                                           | - Giovanni Marchi (PNF) (du 31 octobre 1922 au du 3 juillet 1924) - Roberto Cantalupo (PNF) (du 3 juillet 1924 au 6 novembre 1926) - Piero Bolzon (PNF) (du 6 novembre 1926 au 18 décembre 1928) - Emilio De Bono (PNF) (du 18 décembre 1928 au 12 septembre 1929) - Alessandro Lessona (PNF) (du 12 septembre 1929 au 11 juin 1936) |
| Colonies                                        |                                     | Benito Mussolini (PNF) (du 18 décembre 1928 au 12 septembre 1929)                                                         | | - Giovanni Marchi (PNF) (du 31 octobre 1922 au du 3 juillet 1924) - Roberto Cantalupo (PNF) (du 3 juillet 1924 au 6 novembre 1926) - Piero Bolzon (PNF) (du 6 novembre 1926 au 18 décembre 1928) - Emilio De Bono (PNF) (du 18 décembre 1928 au 12 septembre 1929) - Alessandro Lessona (PNF) (du 12 septembre 1929 au 11 juin 1936) |
| Colonies                                        |                                     | Emilio De Bono (PNF) (du 12 septembre 1929 au 17 janvier 1935)                                                            | | - Giovanni Marchi (PNF) (du 31 octobre 1922 au du 3 juillet 1924) - Roberto Cantalupo (PNF) (du 3 juillet 1924 au 6 novembre 1926) - Piero Bolzon (PNF) (du 6 novembre 1926 au 18 décembre 1928) - Emilio De Bono (PNF) (du 18 décembre 1928 au 12 septembre 1929) - Alessandro Lessona (PNF) (du 12 septembre 1929 au 11 juin 1936) |
| Colonies                                        |                                     | Benito Mussolini (PNF) (du 17 janvier 1935 au 11 juin 1936)                                                               | | - Giovanni Marchi (PNF) (du 31 octobre 1922 au du 3 juillet 1924) - Roberto Cantalupo (PNF) (du 3 juillet 1924 au 6 novembre 1926) - Piero Bolzon (PNF) (du 6 novembre 1926 au 18 décembre 1928) - Emilio De Bono (PNF) (du 18 décembre 1928 au 12 septembre 1929) - Alessandro Lessona (PNF) (du 12 septembre 1929 au 11 juin 1936) |
| Colonies                                        |                                     | Alessandro Lessona (PNF) (du 11 juin 1936 au 8 avril 1937)                                                                | | - Giovanni Marchi (PNF) (du 31 octobre 1922 au du 3 juillet 1924) - Roberto Cantalupo (PNF) (du 3 juillet 1924 au 6 novembre 1926) - Piero Bolzon (PNF) (du 6 novembre 1926 au 18 décembre 1928) - Emilio De Bono (PNF) (du 18 décembre 1928 au 12 septembre 1929) - Alessandro Lessona (PNF) (du 12 septembre 1929 au 11 juin 1936) |
| Finances                                        |                                     | | Alberto De Stefani (PNF) (du 31 octobre 1922 au 10 juillet 1925)                                                          | - Pietro Lissia (PNF) (du 31 octobre 1922 au du 3 juillet 1924) - Alfredo Rocco (PNF) (du 1er janvier 1923 au 8 mars 1923 et du 8 mars 1923 au 1er septembre 1923) - Cesare Maria De Vecchi (PNF) (du 1er janvier 1923 au 8 mars 1923 et du 8 mars 1923 au 3 mai 1923) - Luigi Spezzotti (PNF) (du 3 juillet 1924 au 6 novembre 1926) - Francesco D'Alessio (PNF) (du 28 juillet 1925 au 6 novembre 1926) - Giuseppe Frignani (PNF) (du 6 novembre 1926 au 9 juillet 1927) - Fulvio Suvich (PNF) (du 6 novembre 1926 au 9 juillet 19 28) - Francesco Boncompagni Ludovisi (PNF) (du 21 juillet 19 27 au 9 juillet 19 28) - Vincenzo Casalini (PNF) (du 9 juillet 1928 au 20 juillet 1932) - Ettore Bernardo Rosboch (PNF) (du 9 juillet 1928 au 20 juillet 1932) - Umberto Puppini (PNF) (du 20 juillet 1932 au 30 avril 1934) - Ageo Arcangeli (PNF) (du 30 avril 1934 au 24 janvier 1935) - Giuseppe Bianchini (PNF) (du 24 janvier 1935 au 15 juillet 1937) - Pietro Lissia (PNF) (du 18 février 1941 au 13 février 1943) - Domenico Pellegrini Giampietro (PNF) (du 13 février 1943 au 25 juillet 1943) |
| Finances                                        |                                     | Giuseppe Volpi (PNF) (du 10 juillet 1925 au 9 juillet 1928)                                                               | | - Pietro Lissia (PNF) (du 31 octobre 1922 au du 3 juillet 1924) - Alfredo Rocco (PNF) (du 1er janvier 1923 au 8 mars 1923 et du 8 mars 1923 au 1er septembre 1923) - Cesare Maria De Vecchi (PNF) (du 1er janvier 1923 au 8 mars 1923 et du 8 mars 1923 au 3 mai 1923) - Luigi Spezzotti (PNF) (du 3 juillet 1924 au 6 novembre 1926) - Francesco D'Alessio (PNF) (du 28 juillet 1925 au 6 novembre 1926) - Giuseppe Frignani (PNF) (du 6 novembre 1926 au 9 juillet 1927) - Fulvio Suvich (PNF) (du 6 novembre 1926 au 9 juillet 19 28) - Francesco Boncompagni Ludovisi (PNF) (du 21 juillet 19 27 au 9 juillet 19 28) - Vincenzo Casalini (PNF) (du 9 juillet 1928 au 20 juillet 1932) - Ettore Bernardo Rosboch (PNF) (du 9 juillet 1928 au 20 juillet 1932) - Umberto Puppini (PNF) (du 20 juillet 1932 au 30 avril 1934) - Ageo Arcangeli (PNF) (du 30 avril 1934 au 24 janvier 1935) - Giuseppe Bianchini (PNF) (du 24 janvier 1935 au 15 juillet 1937) - Pietro Lissia (PNF) (du 18 février 1941 au 13 février 1943) - Domenico Pellegrini Giampietro (PNF) (du 13 février 1943 au 25 juillet 1943) |
| Finances                                        |                                     | Antonio Mosconi (PNF) (du 9 juillet 1928 au 20 juillet 1932)                                                              | | - Pietro Lissia (PNF) (du 31 octobre 1922 au du 3 juillet 1924) - Alfredo Rocco (PNF) (du 1er janvier 1923 au 8 mars 1923 et du 8 mars 1923 au 1er septembre 1923) - Cesare Maria De Vecchi (PNF) (du 1er janvier 1923 au 8 mars 1923 et du 8 mars 1923 au 3 mai 1923) - Luigi Spezzotti (PNF) (du 3 juillet 1924 au 6 novembre 1926) - Francesco D'Alessio (PNF) (du 28 juillet 1925 au 6 novembre 1926) - Giuseppe Frignani (PNF) (du 6 novembre 1926 au 9 juillet 1927) - Fulvio Suvich (PNF) (du 6 novembre 1926 au 9 juillet 19 28) - Francesco Boncompagni Ludovisi (PNF) (du 21 juillet 19 27 au 9 juillet 19 28) - Vincenzo Casalini (PNF) (du 9 juillet 1928 au 20 juillet 1932) - Ettore Bernardo Rosboch (PNF) (du 9 juillet 1928 au 20 juillet 1932) - Umberto Puppini (PNF) (du 20 juillet 1932 au 30 avril 1934) - Ageo Arcangeli (PNF) (du 30 avril 1934 au 24 janvier 1935) - Giuseppe Bianchini (PNF) (du 24 janvier 1935 au 15 juillet 1937) - Pietro Lissia (PNF) (du 18 février 1941 au 13 février 1943) - Domenico Pellegrini Giampietro (PNF) (du 13 février 1943 au 25 juillet 1943) |
| Finances                                        |                                     | Guido Jung (PNF) (du 20 juillet 1932 au 24 janvier 1935)                                                                  | | - Pietro Lissia (PNF) (du 31 octobre 1922 au du 3 juillet 1924) - Alfredo Rocco (PNF) (du 1er janvier 1923 au 8 mars 1923 et du 8 mars 1923 au 1er septembre 1923) - Cesare Maria De Vecchi (PNF) (du 1er janvier 1923 au 8 mars 1923 et du 8 mars 1923 au 3 mai 1923) - Luigi Spezzotti (PNF) (du 3 juillet 1924 au 6 novembre 1926) - Francesco D'Alessio (PNF) (du 28 juillet 1925 au 6 novembre 1926) - Giuseppe Frignani (PNF) (du 6 novembre 1926 au 9 juillet 1927) - Fulvio Suvich (PNF) (du 6 novembre 1926 au 9 juillet 19 28) - Francesco Boncompagni Ludovisi (PNF) (du 21 juillet 19 27 au 9 juillet 19 28) - Vincenzo Casalini (PNF) (du 9 juillet 1928 au 20 juillet 1932) - Ettore Bernardo Rosboch (PNF) (du 9 juillet 1928 au 20 juillet 1932) - Umberto Puppini (PNF) (du 20 juillet 1932 au 30 avril 1934) - Ageo Arcangeli (PNF) (du 30 avril 1934 au 24 janvier 1935) - Giuseppe Bianchini (PNF) (du 24 janvier 1935 au 15 juillet 1937) - Pietro Lissia (PNF) (du 18 février 1941 au 13 février 1943) - Domenico Pellegrini Giampietro (PNF) (du 13 février 1943 au 25 juillet 1943) |
| Finances                                        |                                     | Paolo Thaon di Revel (1888-1973) (PNF) (du 24 janvier 1935 au 6 février 1943)                                             | | - Pietro Lissia (PNF) (du 31 octobre 1922 au du 3 juillet 1924) - Alfredo Rocco (PNF) (du 1er janvier 1923 au 8 mars 1923 et du 8 mars 1923 au 1er septembre 1923) - Cesare Maria De Vecchi (PNF) (du 1er janvier 1923 au 8 mars 1923 et du 8 mars 1923 au 3 mai 1923) - Luigi Spezzotti (PNF) (du 3 juillet 1924 au 6 novembre 1926) - Francesco D'Alessio (PNF) (du 28 juillet 1925 au 6 novembre 1926) - Giuseppe Frignani (PNF) (du 6 novembre 1926 au 9 juillet 1927) - Fulvio Suvich (PNF) (du 6 novembre 1926 au 9 juillet 19 28) - Francesco Boncompagni Ludovisi (PNF) (du 21 juillet 19 27 au 9 juillet 19 28) - Vincenzo Casalini (PNF) (du 9 juillet 1928 au 20 juillet 1932) - Ettore Bernardo Rosboch (PNF) (du 9 juillet 1928 au 20 juillet 1932) - Umberto Puppini (PNF) (du 20 juillet 1932 au 30 avril 1934) - Ageo Arcangeli (PNF) (du 30 avril 1934 au 24 janvier 1935) - Giuseppe Bianchini (PNF) (du 24 janvier 1935 au 15 juillet 1937) - Pietro Lissia (PNF) (du 18 février 1941 au 13 février 1943) - Domenico Pellegrini Giampietro (PNF) (du 13 février 1943 au 25 juillet 1943) |
| Finances                                        |                                     | Giacomo Acerbo (PNF) (du 6 février 1943 au 25 juillet 1943)                                                               | | - Pietro Lissia (PNF) (du 31 octobre 1922 au du 3 juillet 1924) - Alfredo Rocco (PNF) (du 1er janvier 1923 au 8 mars 1923 et du 8 mars 1923 au 1er septembre 1923) - Cesare Maria De Vecchi (PNF) (du 1er janvier 1923 au 8 mars 1923 et du 8 mars 1923 au 3 mai 1923) - Luigi Spezzotti (PNF) (du 3 juillet 1924 au 6 novembre 1926) - Francesco D'Alessio (PNF) (du 28 juillet 1925 au 6 novembre 1926) - Giuseppe Frignani (PNF) (du 6 novembre 1926 au 9 juillet 1927) - Fulvio Suvich (PNF) (du 6 novembre 1926 au 9 juillet 19 28) - Francesco Boncompagni Ludovisi (PNF) (du 21 juillet 19 27 au 9 juillet 19 28) - Vincenzo Casalini (PNF) (du 9 juillet 1928 au 20 juillet 1932) - Ettore Bernardo Rosboch (PNF) (du 9 juillet 1928 au 20 juillet 1932) - Umberto Puppini (PNF) (du 20 juillet 1932 au 30 avril 1934) - Ageo Arcangeli (PNF) (du 30 avril 1934 au 24 janvier 1935) - Giuseppe Bianchini (PNF) (du 24 janvier 1935 au 15 juillet 1937) - Pietro Lissia (PNF) (du 18 février 1941 au 13 février 1943) - Domenico Pellegrini Giampietro (PNF) (du 13 février 1943 au 25 juillet 1943) |
| Postes et Télégraphes                           |                                     | | Giovanni Antonio Colonna di Cesarò (PDSI) (du 31 octobre 1922 au 5 février 1924)                                          | - Michele Terzaghi (PNF) (du 31 octobre 1922 au 10 novembre 1922) - Giuseppe Caradonna (PNF) (du 10 novembre 1922 au 30 avril 1924) |
| Postes et Télégraphes                           |                                     | Costanzo Ciano (PNF) (du 5 février 1924 au 30 avril 1924)                                                                 | | - Michele Terzaghi (PNF) (du 31 octobre 1922 au 10 novembre 1922) - Giuseppe Caradonna (PNF) (du 10 novembre 1922 au 30 avril 1924) |
| Reconstruction des terres libérées de l'ennemi  |                                     | | Giovanni Giurati (PNF) (du 31 octobre 1922 au 5 février 1923)                                                             | - Umberto Merlin (PPI) (du 31 octobre 1922 au 5 février 1923) |
| Economie Nationale                              |                                     | | Orso Mario Corbino (PLI) (du 1er août 1923 au 1er juillet 1924)                                                           | - Arrigo Serpieri (PNF) (du 1er août 1923 au 3 juillet 1924) - Ignazio Larussa (PNF) (du 3 juillet 1924 au 14 juillet 1925) - Giovanni Floriano Banelli (PNF) (du 3 juillet 1924 au 31 octobre 1925) - Vittorio Peglion (PNF) (du 3 juillet 1924 au 6 novembre 1926) - Italo Balbo (PNF) (du 31 octobre 1925 au 6 novembre 1926) - Tommaso Bisi (PNF) (du 6 novembre 1926 au 9 juillet 1928) - Guglielmo Josa (PNF) (du 9 juillet 1928 au 12 septembre 1929) - Alessandro Lessona (PNF) (du 9 juillet 1928 au 12 septembre 1929) |
| Economie Nationale                              |                                     | Cesare Nava (PNF) (du 1er juillet 1924 au 10 juillet 1925)                                                                | | - Arrigo Serpieri (PNF) (du 1er août 1923 au 3 juillet 1924) - Ignazio Larussa (PNF) (du 3 juillet 1924 au 14 juillet 1925) - Giovanni Floriano Banelli (PNF) (du 3 juillet 1924 au 31 octobre 1925) - Vittorio Peglion (PNF) (du 3 juillet 1924 au 6 novembre 1926) - Italo Balbo (PNF) (du 31 octobre 1925 au 6 novembre 1926) - Tommaso Bisi (PNF) (du 6 novembre 1926 au 9 juillet 1928) - Guglielmo Josa (PNF) (du 9 juillet 1928 au 12 septembre 1929) - Alessandro Lessona (PNF) (du 9 juillet 1928 au 12 septembre 1929) |
| Economie Nationale                              |                                     | Giuseppe Belluzzo (PNF) (du 10 juillet 1925 au 9 juillet 1928)                                                            | | - Arrigo Serpieri (PNF) (du 1er août 1923 au 3 juillet 1924) - Ignazio Larussa (PNF) (du 3 juillet 1924 au 14 juillet 1925) - Giovanni Floriano Banelli (PNF) (du 3 juillet 1924 au 31 octobre 1925) - Vittorio Peglion (PNF) (du 3 juillet 1924 au 6 novembre 1926) - Italo Balbo (PNF) (du 31 octobre 1925 au 6 novembre 1926) - Tommaso Bisi (PNF) (du 6 novembre 1926 au 9 juillet 1928) - Guglielmo Josa (PNF) (du 9 juillet 1928 au 12 septembre 1929) - Alessandro Lessona (PNF) (du 9 juillet 1928 au 12 septembre 1929) |
| Economie Nationale                              |                                     | Alessandro Martelli (PNF) (du 9 juillet 1928 au 12 septembre 1929)                                                        | | - Arrigo Serpieri (PNF) (du 1er août 1923 au 3 juillet 1924) - Ignazio Larussa (PNF) (du 3 juillet 1924 au 14 juillet 1925) - Giovanni Floriano Banelli (PNF) (du 3 juillet 1924 au 31 octobre 1925) - Vittorio Peglion (PNF) (du 3 juillet 1924 au 6 novembre 1926) - Italo Balbo (PNF) (du 31 octobre 1925 au 6 novembre 1926) - Tommaso Bisi (PNF) (du 6 novembre 1926 au 9 juillet 1928) - Guglielmo Josa (PNF) (du 9 juillet 1928 au 12 septembre 1929) - Alessandro Lessona (PNF) (du 9 juillet 1928 au 12 septembre 1929) |
| Communications                                  |                                     | | Costanzo Ciano (PNF) (du 30 avril 1924 au 30 avril 1934)                                                                  | - Giuseppe Caradonna (PNF) (du 3 mai 1924 au 3 juillet 1924) - Mario Carusi (PNF) (du 3 juillet 1924 au 6 novembre 1926) - Giovanni Celesia di Vegliasco (PLI, depuis 1925 PNF) (du 3 juillet 1924 au 6 novembre 1926) - Sergio Panunzio (PNF) (du 3 juillet 1924 au 6 novembre 1926) - Giovanni Pala (PNF) (du 6 novembre 19 26 au 4 mai 19 28) - Filippo Pennevaria (PNF) (du 6 novembre 1926 au 20 juillet 1932) - Alessandro Martelli (PNF) (du 6 novembre 1926 au 9 juillet 1932) - Giovanni Cao (PNF) (du 9 juillet 1928 au 20 juillet 1932) - Raffaello Riccardi (PNF) (du 9 juillet 1928 au 12 septembre 1929) - Ferdinando Pierazzi (PNF) (du 12 septembre 1929 au 20 juillet 1932) - Luigi Lojacono (PNF) (du 20 juillet 1932 au 24 janvier 1935) - Gaetano Postiglione (PNF) (du 20 juillet 1932 au 24 janvier 1935) - Ruggero Romano (PNF) (du 20 juillet 1932 au 24 janvier 1935) - Augusto De Marsanich (PNF) (du 24 janvier 1935 au 13 février 1943) - Giovanni Host-Venturi (PNF) (du 24 janvier 1935 au 31 octobre 1939) - Mario Jannelli (PNF) (du 24 janvier 1935 au 13 février 1943) - Giovanni Marinelli (PNF) (du 5 novembre 1939 au 13 février 1943) - Domenico Arcidiacono (PNF) (du 13 février 1943 au 25 juillet 1943) - Giuseppe Peverelli (PNF) (du 13 février 1943 au 24 juillet 1943) - Luigi Scarfiotti (PNF) (du 13 février 1943 au 25 juillet 1943) |
| Communications                                  |                                     | Umberto Puppini (PNF) (du 30 avril 1934 au 24 janvier 1935)                                                               | | - Giuseppe Caradonna (PNF) (du 3 mai 1924 au 3 juillet 1924) - Mario Carusi (PNF) (du 3 juillet 1924 au 6 novembre 1926) - Giovanni Celesia di Vegliasco (PLI, depuis 1925 PNF) (du 3 juillet 1924 au 6 novembre 1926) - Sergio Panunzio (PNF) (du 3 juillet 1924 au 6 novembre 1926) - Giovanni Pala (PNF) (du 6 novembre 19 26 au 4 mai 19 28) - Filippo Pennevaria (PNF) (du 6 novembre 1926 au 20 juillet 1932) - Alessandro Martelli (PNF) (du 6 novembre 1926 au 9 juillet 1932) - Giovanni Cao (PNF) (du 9 juillet 1928 au 20 juillet 1932) - Raffaello Riccardi (PNF) (du 9 juillet 1928 au 12 septembre 1929) - Ferdinando Pierazzi (PNF) (du 12 septembre 1929 au 20 juillet 1932) - Luigi Lojacono (PNF) (du 20 juillet 1932 au 24 janvier 1935) - Gaetano Postiglione (PNF) (du 20 juillet 1932 au 24 janvier 1935) - Ruggero Romano (PNF) (du 20 juillet 1932 au 24 janvier 1935) - Augusto De Marsanich (PNF) (du 24 janvier 1935 au 13 février 1943) - Giovanni Host-Venturi (PNF) (du 24 janvier 1935 au 31 octobre 1939) - Mario Jannelli (PNF) (du 24 janvier 1935 au 13 février 1943) - Giovanni Marinelli (PNF) (du 5 novembre 1939 au 13 février 1943) - Domenico Arcidiacono (PNF) (du 13 février 1943 au 25 juillet 1943) - Giuseppe Peverelli (PNF) (du 13 février 1943 au 24 juillet 1943) - Luigi Scarfiotti (PNF) (du 13 février 1943 au 25 juillet 1943) |
| Communications                                  |                                     | Antonio Stefano Benni (PNF) (du 24 janvier 1935 au 31 octobre 1939)                                                       | | - Giuseppe Caradonna (PNF) (du 3 mai 1924 au 3 juillet 1924) - Mario Carusi (PNF) (du 3 juillet 1924 au 6 novembre 1926) - Giovanni Celesia di Vegliasco (PLI, depuis 1925 PNF) (du 3 juillet 1924 au 6 novembre 1926) - Sergio Panunzio (PNF) (du 3 juillet 1924 au 6 novembre 1926) - Giovanni Pala (PNF) (du 6 novembre 19 26 au 4 mai 19 28) - Filippo Pennevaria (PNF) (du 6 novembre 1926 au 20 juillet 1932) - Alessandro Martelli (PNF) (du 6 novembre 1926 au 9 juillet 1932) - Giovanni Cao (PNF) (du 9 juillet 1928 au 20 juillet 1932) - Raffaello Riccardi (PNF) (du 9 juillet 1928 au 12 septembre 1929) - Ferdinando Pierazzi (PNF) (du 12 septembre 1929 au 20 juillet 1932) - Luigi Lojacono (PNF) (du 20 juillet 1932 au 24 janvier 1935) - Gaetano Postiglione (PNF) (du 20 juillet 1932 au 24 janvier 1935) - Ruggero Romano (PNF) (du 20 juillet 1932 au 24 janvier 1935) - Augusto De Marsanich (PNF) (du 24 janvier 1935 au 13 février 1943) - Giovanni Host-Venturi (PNF) (du 24 janvier 1935 au 31 octobre 1939) - Mario Jannelli (PNF) (du 24 janvier 1935 au 13 février 1943) - Giovanni Marinelli (PNF) (du 5 novembre 1939 au 13 février 1943) - Domenico Arcidiacono (PNF) (du 13 février 1943 au 25 juillet 1943) - Giuseppe Peverelli (PNF) (du 13 février 1943 au 24 juillet 1943) - Luigi Scarfiotti (PNF) (du 13 février 1943 au 25 juillet 1943) |
| Communications                                  |                                     | Giovanni Host-Venturi (PNF) (du 31 octobre 1939 au 6 février 1943)                                                        | | - Giuseppe Caradonna (PNF) (du 3 mai 1924 au 3 juillet 1924) - Mario Carusi (PNF) (du 3 juillet 1924 au 6 novembre 1926) - Giovanni Celesia di Vegliasco (PLI, depuis 1925 PNF) (du 3 juillet 1924 au 6 novembre 1926) - Sergio Panunzio (PNF) (du 3 juillet 1924 au 6 novembre 1926) - Giovanni Pala (PNF) (du 6 novembre 19 26 au 4 mai 19 28) - Filippo Pennevaria (PNF) (du 6 novembre 1926 au 20 juillet 1932) - Alessandro Martelli (PNF) (du 6 novembre 1926 au 9 juillet 1932) - Giovanni Cao (PNF) (du 9 juillet 1928 au 20 juillet 1932) - Raffaello Riccardi (PNF) (du 9 juillet 1928 au 12 septembre 1929) - Ferdinando Pierazzi (PNF) (du 12 septembre 1929 au 20 juillet 1932) - Luigi Lojacono (PNF) (du 20 juillet 1932 au 24 janvier 1935) - Gaetano Postiglione (PNF) (du 20 juillet 1932 au 24 janvier 1935) - Ruggero Romano (PNF) (du 20 juillet 1932 au 24 janvier 1935) - Augusto De Marsanich (PNF) (du 24 janvier 1935 au 13 février 1943) - Giovanni Host-Venturi (PNF) (du 24 janvier 1935 au 31 octobre 1939) - Mario Jannelli (PNF) (du 24 janvier 1935 au 13 février 1943) - Giovanni Marinelli (PNF) (du 5 novembre 1939 au 13 février 1943) - Domenico Arcidiacono (PNF) (du 13 février 1943 au 25 juillet 1943) - Giuseppe Peverelli (PNF) (du 13 février 1943 au 24 juillet 1943) - Luigi Scarfiotti (PNF) (du 13 février 1943 au 25 juillet 1943) |
| Communications                                  |                                     | Vittorio Cini (PNF) (du 6 février 1943 au 24 juillet 1943)                                                                | | - Giuseppe Caradonna (PNF) (du 3 mai 1924 au 3 juillet 1924) - Mario Carusi (PNF) (du 3 juillet 1924 au 6 novembre 1926) - Giovanni Celesia di Vegliasco (PLI, depuis 1925 PNF) (du 3 juillet 1924 au 6 novembre 1926) - Sergio Panunzio (PNF) (du 3 juillet 1924 au 6 novembre 1926) - Giovanni Pala (PNF) (du 6 novembre 19 26 au 4 mai 19 28) - Filippo Pennevaria (PNF) (du 6 novembre 1926 au 20 juillet 1932) - Alessandro Martelli (PNF) (du 6 novembre 1926 au 9 juillet 1932) - Giovanni Cao (PNF) (du 9 juillet 1928 au 20 juillet 1932) - Raffaello Riccardi (PNF) (du 9 juillet 1928 au 12 septembre 1929) - Ferdinando Pierazzi (PNF) (du 12 septembre 1929 au 20 juillet 1932) - Luigi Lojacono (PNF) (du 20 juillet 1932 au 24 janvier 1935) - Gaetano Postiglione (PNF) (du 20 juillet 1932 au 24 janvier 1935) - Ruggero Romano (PNF) (du 20 juillet 1932 au 24 janvier 1935) - Augusto De Marsanich (PNF) (du 24 janvier 1935 au 13 février 1943) - Giovanni Host-Venturi (PNF) (du 24 janvier 1935 au 31 octobre 1939) - Mario Jannelli (PNF) (du 24 janvier 1935 au 13 février 1943) - Giovanni Marinelli (PNF) (du 5 novembre 1939 au 13 février 1943) - Domenico Arcidiacono (PNF) (du 13 février 1943 au 25 juillet 1943) - Giuseppe Peverelli (PNF) (du 13 février 1943 au 24 juillet 1943) - Luigi Scarfiotti (PNF) (du 13 février 1943 au 25 juillet 1943) |
| Communications                                  |                                     | Giuseppe Peverelli (PNF) (du 24 juillet 1943 au 25 juillet 1943)                                                          | | - Giuseppe Caradonna (PNF) (du 3 mai 1924 au 3 juillet 1924) - Mario Carusi (PNF) (du 3 juillet 1924 au 6 novembre 1926) - Giovanni Celesia di Vegliasco (PLI, depuis 1925 PNF) (du 3 juillet 1924 au 6 novembre 1926) - Sergio Panunzio (PNF) (du 3 juillet 1924 au 6 novembre 1926) - Giovanni Pala (PNF) (du 6 novembre 19 26 au 4 mai 19 28) - Filippo Pennevaria (PNF) (du 6 novembre 1926 au 20 juillet 1932) - Alessandro Martelli (PNF) (du 6 novembre 1926 au 9 juillet 1932) - Giovanni Cao (PNF) (du 9 juillet 1928 au 20 juillet 1932) - Raffaello Riccardi (PNF) (du 9 juillet 1928 au 12 septembre 1929) - Ferdinando Pierazzi (PNF) (du 12 septembre 1929 au 20 juillet 1932) - Luigi Lojacono (PNF) (du 20 juillet 1932 au 24 janvier 1935) - Gaetano Postiglione (PNF) (du 20 juillet 1932 au 24 janvier 1935) - Ruggero Romano (PNF) (du 20 juillet 1932 au 24 janvier 1935) - Augusto De Marsanich (PNF) (du 24 janvier 1935 au 13 février 1943) - Giovanni Host-Venturi (PNF) (du 24 janvier 1935 au 31 octobre 1939) - Mario Jannelli (PNF) (du 24 janvier 1935 au 13 février 1943) - Giovanni Marinelli (PNF) (du 5 novembre 1939 au 13 février 1943) - Domenico Arcidiacono (PNF) (du 13 février 1943 au 25 juillet 1943) - Giuseppe Peverelli (PNF) (du 13 février 1943 au 24 juillet 1943) - Luigi Scarfiotti (PNF) (du 13 février 1943 au 25 juillet 1943) |
| Air                                             |                                     | | Benito Mussolini (PNF) (par interim, du 30 août 1925 au 3 janvier 1926, titulaire du 3 janvier 1926 au 12 septembre 1929) | - Alberto Bonzani (militaire) (du 14 mai 1925 au 6 novembre 1926) - Italo Balbo (PNF) (du 6 novembre 1926 au 12 septembre 1929) - Raffaello Riccardi (PNF) (12 septembre 1929 au 6 novembre 1933) - Giuseppe Valle (PNF) (du 6 novembre 1933 au 31 octobre 1939) - Francesco Pricolo (militaire) (du 31 octobre 1939 au 15 novembre 1941) - Rino Corso Fougier (militaire) (du 15 novembre 1941 au 25 juillet 1943) |
| Air                                             |                                     | Italo Balbo (PNF) (du 12 septembre 1929 au 6 novembre 1933)                                                               | | - Alberto Bonzani (militaire) (du 14 mai 1925 au 6 novembre 1926) - Italo Balbo (PNF) (du 6 novembre 1926 au 12 septembre 1929) - Raffaello Riccardi (PNF) (12 septembre 1929 au 6 novembre 1933) - Giuseppe Valle (PNF) (du 6 novembre 1933 au 31 octobre 1939) - Francesco Pricolo (militaire) (du 31 octobre 1939 au 15 novembre 1941) - Rino Corso Fougier (militaire) (du 15 novembre 1941 au 25 juillet 1943) |
| Air                                             |                                     | Benito Mussolini (PNF) (du 6 novembre 1933 au 25 juillet 1943)                                                            | | - Alberto Bonzani (militaire) (du 14 mai 1925 au 6 novembre 1926) - Italo Balbo (PNF) (du 6 novembre 1926 au 12 septembre 1929) - Raffaello Riccardi (PNF) (12 septembre 1929 au 6 novembre 1933) - Giuseppe Valle (PNF) (du 6 novembre 1933 au 31 octobre 1939) - Francesco Pricolo (militaire) (du 31 octobre 1939 au 15 novembre 1941) - Rino Corso Fougier (militaire) (du 15 novembre 1941 au 25 juillet 1943) |
| Entreprises                                     |                                     | | Benito Mussolini (PNF) (du 2 juillet 1926 au 12 septembre 1929)                                                           | - Giacomo Suardo (PNF) (du 2 juillet 1926 au 6 novembre 1926) - Giuseppe Bottai (PNF) (du 6 novembre 1926 au 12 septembre 1929) - Emanuele Trigona (PNF) (du 12 septembre 1929 au 20 juillet 1932) - Guglielmo Josa (PNF) (du 12 septembre 1929 au 9 novembre 1929) - Dino Alfieri (PNF) (du 9 novembre 1929 au 20 juillet 1932) - Alberto Asquini (PNF) (du 20 juillet 1932 au 24 janvier 1935) - Bruno Biagi (PNF) (du 20 juillet 1932 au 24 janvier 1935) - Ferruccio Lantini (PNF) (du 24 janvier 1935 au 11 juin 1936) - Renato Ricci (PNF) (du 20 novembre 1937 au 31 octobre 1939) - Tullio Cianetti (PNF) (du 22 juillet 1939 au 19 avril 1943) - Ermanno Amicucci (PNF) (du 4 novembre 1939 au 25 juillet 1943) - Giuseppe Lombrassa (PNF) (du 26 février 1942 au 2 juin 1943) - Giovanni Battista Boccarini (PNF) (du 30 avril 1043 au 25 juillet 1943) - Luigi Contu (PNF) (du 2 juin 1943 au 25 juillet 1943) |
| Entreprises                                     |                                     | Giuseppe Bottai (PNF) (du 12 septembre 1929 au 20 juillet 1932)                                                           | | - Giacomo Suardo (PNF) (du 2 juillet 1926 au 6 novembre 1926) - Giuseppe Bottai (PNF) (du 6 novembre 1926 au 12 septembre 1929) - Emanuele Trigona (PNF) (du 12 septembre 1929 au 20 juillet 1932) - Guglielmo Josa (PNF) (du 12 septembre 1929 au 9 novembre 1929) - Dino Alfieri (PNF) (du 9 novembre 1929 au 20 juillet 1932) - Alberto Asquini (PNF) (du 20 juillet 1932 au 24 janvier 1935) - Bruno Biagi (PNF) (du 20 juillet 1932 au 24 janvier 1935) - Ferruccio Lantini (PNF) (du 24 janvier 1935 au 11 juin 1936) - Renato Ricci (PNF) (du 20 novembre 1937 au 31 octobre 1939) - Tullio Cianetti (PNF) (du 22 juillet 1939 au 19 avril 1943) - Ermanno Amicucci (PNF) (du 4 novembre 1939 au 25 juillet 1943) - Giuseppe Lombrassa (PNF) (du 26 février 1942 au 2 juin 1943) - Giovanni Battista Boccarini (PNF) (du 30 avril 1043 au 25 juillet 1943) - Luigi Contu (PNF) (du 2 juin 1943 au 25 juillet 1943) |
| Entreprises                                     |                                     | Benito Mussolini (PNF) (du 20 juillet 1932 au 11 juin 1936)                                                               | | - Giacomo Suardo (PNF) (du 2 juillet 1926 au 6 novembre 1926) - Giuseppe Bottai (PNF) (du 6 novembre 1926 au 12 septembre 1929) - Emanuele Trigona (PNF) (du 12 septembre 1929 au 20 juillet 1932) - Guglielmo Josa (PNF) (du 12 septembre 1929 au 9 novembre 1929) - Dino Alfieri (PNF) (du 9 novembre 1929 au 20 juillet 1932) - Alberto Asquini (PNF) (du 20 juillet 1932 au 24 janvier 1935) - Bruno Biagi (PNF) (du 20 juillet 1932 au 24 janvier 1935) - Ferruccio Lantini (PNF) (du 24 janvier 1935 au 11 juin 1936) - Renato Ricci (PNF) (du 20 novembre 1937 au 31 octobre 1939) - Tullio Cianetti (PNF) (du 22 juillet 1939 au 19 avril 1943) - Ermanno Amicucci (PNF) (du 4 novembre 1939 au 25 juillet 1943) - Giuseppe Lombrassa (PNF) (du 26 février 1942 au 2 juin 1943) - Giovanni Battista Boccarini (PNF) (du 30 avril 1043 au 25 juillet 1943) - Luigi Contu (PNF) (du 2 juin 1943 au 25 juillet 1943) |
| Entreprises                                     |                                     | Ferruccio Lantini (PNF) (du 11 juin 1936 au 31 octobre 1939)                                                              | | - Giacomo Suardo (PNF) (du 2 juillet 1926 au 6 novembre 1926) - Giuseppe Bottai (PNF) (du 6 novembre 1926 au 12 septembre 1929) - Emanuele Trigona (PNF) (du 12 septembre 1929 au 20 juillet 1932) - Guglielmo Josa (PNF) (du 12 septembre 1929 au 9 novembre 1929) - Dino Alfieri (PNF) (du 9 novembre 1929 au 20 juillet 1932) - Alberto Asquini (PNF) (du 20 juillet 1932 au 24 janvier 1935) - Bruno Biagi (PNF) (du 20 juillet 1932 au 24 janvier 1935) - Ferruccio Lantini (PNF) (du 24 janvier 1935 au 11 juin 1936) - Renato Ricci (PNF) (du 20 novembre 1937 au 31 octobre 1939) - Tullio Cianetti (PNF) (du 22 juillet 1939 au 19 avril 1943) - Ermanno Amicucci (PNF) (du 4 novembre 1939 au 25 juillet 1943) - Giuseppe Lombrassa (PNF) (du 26 février 1942 au 2 juin 1943) - Giovanni Battista Boccarini (PNF) (du 30 avril 1043 au 25 juillet 1943) - Luigi Contu (PNF) (du 2 juin 1943 au 25 juillet 1943) |
| Entreprises                                     |                                     | Renato Ricci (PNF) (du 31 octobre 1939 au 6 février 1943)                                                                 | | - Giacomo Suardo (PNF) (du 2 juillet 1926 au 6 novembre 1926) - Giuseppe Bottai (PNF) (du 6 novembre 1926 au 12 septembre 1929) - Emanuele Trigona (PNF) (du 12 septembre 1929 au 20 juillet 1932) - Guglielmo Josa (PNF) (du 12 septembre 1929 au 9 novembre 1929) - Dino Alfieri (PNF) (du 9 novembre 1929 au 20 juillet 1932) - Alberto Asquini (PNF) (du 20 juillet 1932 au 24 janvier 1935) - Bruno Biagi (PNF) (du 20 juillet 1932 au 24 janvier 1935) - Ferruccio Lantini (PNF) (du 24 janvier 1935 au 11 juin 1936) - Renato Ricci (PNF) (du 20 novembre 1937 au 31 octobre 1939) - Tullio Cianetti (PNF) (du 22 juillet 1939 au 19 avril 1943) - Ermanno Amicucci (PNF) (du 4 novembre 1939 au 25 juillet 1943) - Giuseppe Lombrassa (PNF) (du 26 février 1942 au 2 juin 1943) - Giovanni Battista Boccarini (PNF) (du 30 avril 1043 au 25 juillet 1943) - Luigi Contu (PNF) (du 2 juin 1943 au 25 juillet 1943) |
| Entreprises                                     |                                     | Carlo Tiengo (PNF) (du 6 février 1943 au du 19 avril 1943)                                                                | | - Giacomo Suardo (PNF) (du 2 juillet 1926 au 6 novembre 1926) - Giuseppe Bottai (PNF) (du 6 novembre 1926 au 12 septembre 1929) - Emanuele Trigona (PNF) (du 12 septembre 1929 au 20 juillet 1932) - Guglielmo Josa (PNF) (du 12 septembre 1929 au 9 novembre 1929) - Dino Alfieri (PNF) (du 9 novembre 1929 au 20 juillet 1932) - Alberto Asquini (PNF) (du 20 juillet 1932 au 24 janvier 1935) - Bruno Biagi (PNF) (du 20 juillet 1932 au 24 janvier 1935) - Ferruccio Lantini (PNF) (du 24 janvier 1935 au 11 juin 1936) - Renato Ricci (PNF) (du 20 novembre 1937 au 31 octobre 1939) - Tullio Cianetti (PNF) (du 22 juillet 1939 au 19 avril 1943) - Ermanno Amicucci (PNF) (du 4 novembre 1939 au 25 juillet 1943) - Giuseppe Lombrassa (PNF) (du 26 février 1942 au 2 juin 1943) - Giovanni Battista Boccarini (PNF) (du 30 avril 1043 au 25 juillet 1943) - Luigi Contu (PNF) (du 2 juin 1943 au 25 juillet 1943) |
| Entreprises                                     |                                     | Tullio Cianetti (PNF) (du 19 avril 1943 au 25 juillet 1943)                                                               | | - Giacomo Suardo (PNF) (du 2 juillet 1926 au 6 novembre 1926) - Giuseppe Bottai (PNF) (du 6 novembre 1926 au 12 septembre 1929) - Emanuele Trigona (PNF) (du 12 septembre 1929 au 20 juillet 1932) - Guglielmo Josa (PNF) (du 12 septembre 1929 au 9 novembre 1929) - Dino Alfieri (PNF) (du 9 novembre 1929 au 20 juillet 1932) - Alberto Asquini (PNF) (du 20 juillet 1932 au 24 janvier 1935) - Bruno Biagi (PNF) (du 20 juillet 1932 au 24 janvier 1935) - Ferruccio Lantini (PNF) (du 24 janvier 1935 au 11 juin 1936) - Renato Ricci (PNF) (du 20 novembre 1937 au 31 octobre 1939) - Tullio Cianetti (PNF) (du 22 juillet 1939 au 19 avril 1943) - Ermanno Amicucci (PNF) (du 4 novembre 1939 au 25 juillet 1943) - Giuseppe Lombrassa (PNF) (du 26 février 1942 au 2 juin 1943) - Giovanni Battista Boccarini (PNF) (du 30 avril 1043 au 25 juillet 1943) - Luigi Contu (PNF) (du 2 juin 1943 au 25 juillet 1943) |
| Agriculture et forêts                           |                                     | | Giacomo Acerbo (PNF) (du 12 septembre 1929 au 24 janvier 1935)                                                            | - Arturo Marescalchi (PNF) (du 12 septembre 1929 au 24 janvier 1935) - Arrivo Serpieri (PNF) (du 12 septembre 1929 au 24 janvier 1935) - Gabriele Canelli (PNF) (du 24 janvier 1935 au 19 avril 1937) - Giuseppe Tassinari (PNF)(du 24 janvier 1035 au 31 octobre 1939) - Sergio Nannini (PNF) (du 31 octobre 1939 au 13 février 1943) - Michele Pascolato (PNF) (du 5 octobre 1941 au 13 février 1943) - Carlo Fabrizi (PNF) (du 13 février 1943 au 25 juillet 1943) - Gutierrez Michele Spadafora (PNF) (du 13 février 1943 au 25 juillet 1943) |
| Agriculture et forêts                           |                                     | Edmondo Rossoni (PNF) (du 24 janvier 1935 au 31 octobre 1939)                                                             | | - Arturo Marescalchi (PNF) (du 12 septembre 1929 au 24 janvier 1935) - Arrivo Serpieri (PNF) (du 12 septembre 1929 au 24 janvier 1935) - Gabriele Canelli (PNF) (du 24 janvier 1935 au 19 avril 1937) - Giuseppe Tassinari (PNF)(du 24 janvier 1035 au 31 octobre 1939) - Sergio Nannini (PNF) (du 31 octobre 1939 au 13 février 1943) - Michele Pascolato (PNF) (du 5 octobre 1941 au 13 février 1943) - Carlo Fabrizi (PNF) (du 13 février 1943 au 25 juillet 1943) - Gutierrez Michele Spadafora (PNF) (du 13 février 1943 au 25 juillet 1943) |
| Agriculture et forêts                           |                                     | Giuseppe Tassinari (PNF) (du 31 octobre 1939 au 26 décembre 1941)                                                         | | - Arturo Marescalchi (PNF) (du 12 septembre 1929 au 24 janvier 1935) - Arrivo Serpieri (PNF) (du 12 septembre 1929 au 24 janvier 1935) - Gabriele Canelli (PNF) (du 24 janvier 1935 au 19 avril 1937) - Giuseppe Tassinari (PNF)(du 24 janvier 1035 au 31 octobre 1939) - Sergio Nannini (PNF) (du 31 octobre 1939 au 13 février 1943) - Michele Pascolato (PNF) (du 5 octobre 1941 au 13 février 1943) - Carlo Fabrizi (PNF) (du 13 février 1943 au 25 juillet 1943) - Gutierrez Michele Spadafora (PNF) (du 13 février 1943 au 25 juillet 1943) |
| Agriculture et forêts                           |                                     | Carlo Pareschi (PNF) (du 26 décembre 1941 au 25 juillet 1943)                                                             | | - Arturo Marescalchi (PNF) (du 12 septembre 1929 au 24 janvier 1935) - Arrivo Serpieri (PNF) (du 12 septembre 1929 au 24 janvier 1935) - Gabriele Canelli (PNF) (du 24 janvier 1935 au 19 avril 1937) - Giuseppe Tassinari (PNF)(du 24 janvier 1035 au 31 octobre 1939) - Sergio Nannini (PNF) (du 31 octobre 1939 au 13 février 1943) - Michele Pascolato (PNF) (du 5 octobre 1941 au 13 février 1943) - Carlo Fabrizi (PNF) (du 13 février 1943 au 25 juillet 1943) - Gutierrez Michele Spadafora (PNF) (du 13 février 1943 au 25 juillet 1943) |
| Éducation nationale                             |                                     | | Balbino Giuliano (PNF) (du 12 septembre 1929 au 20 juillet 1932)                                                          | - Renato Ricci (PNF) (du 12 septembre 1929 au 12 novembre 1937) - Salvatore Di Marzo (PNF) (du 12 septembre 1929 au 20 juillet 1932) - Arrigo Solmi (PNF) (du 20 juillet 1932 du 24 janvier 1935) - Riccardo Del Giudice (PNF) (du 5 décembre 1939 au 13 février 1943) - Emilio Bodrero (PNF) (du 18 février 1941 au 15 mai 1941) - Guido Rispoli (PNF) (du 13 février 1943 au 25 juillet 1943) |
| Éducation nationale                             |                                     | Francesco Ercole (PNF) (du 20 juillet 1932 au 24 janvier 1935)                                                            | | - Renato Ricci (PNF) (du 12 septembre 1929 au 12 novembre 1937) - Salvatore Di Marzo (PNF) (du 12 septembre 1929 au 20 juillet 1932) - Arrigo Solmi (PNF) (du 20 juillet 1932 du 24 janvier 1935) - Riccardo Del Giudice (PNF) (du 5 décembre 1939 au 13 février 1943) - Emilio Bodrero (PNF) (du 18 février 1941 au 15 mai 1941) - Guido Rispoli (PNF) (du 13 février 1943 au 25 juillet 1943) |
| Éducation nationale                             |                                     | Cesare Maria De Vecchi (PNF) (du 24 janvier 1925 au 15 novembre 1936)                                                     | | - Renato Ricci (PNF) (du 12 septembre 1929 au 12 novembre 1937) - Salvatore Di Marzo (PNF) (du 12 septembre 1929 au 20 juillet 1932) - Arrigo Solmi (PNF) (du 20 juillet 1932 du 24 janvier 1935) - Riccardo Del Giudice (PNF) (du 5 décembre 1939 au 13 février 1943) - Emilio Bodrero (PNF) (du 18 février 1941 au 15 mai 1941) - Guido Rispoli (PNF) (du 13 février 1943 au 25 juillet 1943) |
| Éducation nationale                             |                                     | Giuseppe Bottai (PNF) (du 15 novembre 1936 au 6 février 1943)                                                             | | - Renato Ricci (PNF) (du 12 septembre 1929 au 12 novembre 1937) - Salvatore Di Marzo (PNF) (du 12 septembre 1929 au 20 juillet 1932) - Arrigo Solmi (PNF) (du 20 juillet 1932 du 24 janvier 1935) - Riccardo Del Giudice (PNF) (du 5 décembre 1939 au 13 février 1943) - Emilio Bodrero (PNF) (du 18 février 1941 au 15 mai 1941) - Guido Rispoli (PNF) (du 13 février 1943 au 25 juillet 1943) |
| Éducation nationale                             |                                     | Carlo Alberto Biggini (PNF) (du 6 février 1943 au 25 juillet 1943)                                                        | | - Renato Ricci (PNF) (du 12 septembre 1929 au 12 novembre 1937) - Salvatore Di Marzo (PNF) (du 12 septembre 1929 au 20 juillet 1932) - Arrigo Solmi (PNF) (du 20 juillet 1932 du 24 janvier 1935) - Riccardo Del Giudice (PNF) (du 5 décembre 1939 au 13 février 1943) - Emilio Bodrero (PNF) (du 18 février 1941 au 15 mai 1941) - Guido Rispoli (PNF) (du 13 février 1943 au 25 juillet 1943) |
| Grâce et Justice                                |                                     | | Pietro De Francisci (PNF) (du 20 juillet 1932 au 24 janvier 1935)                                                         | - Antonio Albertini (PNF) (du 20 juillet 1932 au 24 janvier 1935) - Cesare Tumedei (PNF) (du 24 janvier 1935 au 15 novembre 1936) - Antonio Putzolu (PNF) (du 5 mars 1940 au 25 juillet 1943) |
| Grâce et Justice                                |                                     | Arrigo Solmi (PNF) (du 24 janvier 1935 au 12 juillet 1939)                                                                | | - Antonio Albertini (PNF) (du 20 juillet 1932 au 24 janvier 1935) - Cesare Tumedei (PNF) (du 24 janvier 1935 au 15 novembre 1936) - Antonio Putzolu (PNF) (du 5 mars 1940 au 25 juillet 1943) |
| Grâce et Justice                                |                                     | Dino Grandi (PNF) (du 12 juillet 1939 au 6 février 1943)                                                                  | | - Antonio Albertini (PNF) (du 20 juillet 1932 au 24 janvier 1935) - Cesare Tumedei (PNF) (du 24 janvier 1935 au 15 novembre 1936) - Antonio Putzolu (PNF) (du 5 mars 1940 au 25 juillet 1943) |
| Grâce et Justice                                |                                     | Alfredo De Marsico (PNF) (du 6 février 1943 au 25 juillet 1943)                                                           | | - Antonio Albertini (PNF) (du 20 juillet 1932 au 24 janvier 1935) - Cesare Tumedei (PNF) (du 24 janvier 1935 au 15 novembre 1936) - Antonio Putzolu (PNF) (du 5 mars 1940 au 25 juillet 1943) |
| Presse et Propagande                            |                                     | | Galeazzo Ciano (PNF) (du 26 juin 1935 au 11 juin 1936)                                                                    | - Dino Alfieri (PNF) (du 22 août 1935 au 11 juin 1936) |
| Presse et Propagande                            |                                     | Dino Alfieri (PNF) (du 11 juin 1936 au 27 mai 1937)                                                                       | | - Dino Alfieri (PNF) (du 22 août 1935 au 11 juin 1936) |
| Afrique italienne                               |                                     | | Alessandro Lessona (PNF) (du 8 avril 1937 au 20 novembre 1937)                                                            | - Attilio Teruzzi (PNF) (du 20 novembre 1937 au 31 octobre 1939) |
| Afrique italienne                               |                                     | Benito Mussolini (PNF) (du 20 novembre 1937 au 31 octobre 1939)                                                           | | - Attilio Teruzzi (PNF) (du 20 novembre 1937 au 31 octobre 1939) |
| Afrique italienne                               |                                     | Attilio Teruzzi (PNF) (du 31 octobre 1939 au 25 juillet 1943)                                                             | | - Attilio Teruzzi (PNF) (du 20 novembre 1937 au 31 octobre 1939) |
| Culture populaire                               |                                     | | Dino Alfieri (PNF) (du 27 mai 1937 au 31 octobre 1939)                                                                    | - Gaetano Polverelli (PNF) (du 12 janvier 1941 au du 6 février 1943) - Renato Rinaldi (PNF) (du 15 février 1943 au 25 juillet 1943) |
| Culture populaire                               |                                     | Alessandro Pavolini (PNF) (du 31 octobre 1939 au 6 février 1943)                                                          | | - Gaetano Polverelli (PNF) (du 12 janvier 1941 au du 6 février 1943) - Renato Rinaldi (PNF) (du 15 février 1943 au 25 juillet 1943) |
| Culture populaire                               |                                     | Gaetano Polverelli (PNF) (du 6 février 1943 au 25 juillet 1943)                                                           | | - Gaetano Polverelli (PNF) (du 12 janvier 1941 au du 6 février 1943) - Renato Rinaldi (PNF) (du 15 février 1943 au 25 juillet 1943) |
| Secrétaire du parti national fasciste           |                                     | | Achille Starace (PNF) (du 11 janvier 1937 au 31 octobre 1939)                                                             | Achille Starace (PNF) (du 11 janvier 1937 au 31 octobre 1939) |
| Secrétaire du parti national fasciste           |                                     | Ettore Muti (PNF) (du 31 octobre 1939 au 30 octobre 1940)                                                                 | | |
| Secrétaire du parti national fasciste           |                                     | Adelchi Serena (PNF) (du 30 octobre 1940 au 26 décembre 1941)                                                             | | |
| Secrétaire du parti national fasciste           |                                     | Aldo Vidussoni (PNF) (du 26 décembre 1941 au 19 avril 1943)                                                               | | |
| Secrétaire du parti national fasciste           |                                     | Carlo Scorza (PNF) (du 19 avril 1943 au 25 juillet 1943)                                                                  | | |
| Commerce et Monnaie                             |                                     | | Felice Guarnieri (PNF) (du 20 novembre 1937 au 31 octobre 1939)                                                           | - Salvatore Gatti (PNF) (du 18 février 1941 au 8 mai 1941) |
| Commerce et Monnaie                             |                                     | Raffaello Riccardi (PNF) (du 31 octobre 1939 au 6 février 1943)                                                           | | - Salvatore Gatti (PNF) (du 18 février 1941 au 8 mai 1941) |
| Commerce et Monnaie                             |                                     | Oreste Bonomi (PNF) (du 6 février 1943 au 25 juillet 1943)                                                                | | - Salvatore Gatti (PNF) (du 18 février 1941 au 8 mai 1941) |
| Produzione bellica                              |                                     | | Carlo Favagrossa (PNF) (du 6 février 1943 au 25 juillet 1943)                                                             | Carlo Favagrossa (PNF) (du 6 février 1943 au 25 juillet 1943) |
| Commissaire aux services de la marine marchande |                                     | | Costanzo Ciano (PNF) (du 19 novembre 1922 au 30 avril 1924)                                                               | Costanzo Ciano (PNF) (du 19 novembre 1922 au 30 avril 1924) |
| Commissaire à l'aéronautique                    |                                     | | Benito Mussolini (PNF) (du 24 janvier 1923 du 30 août 1925)                                                               | Benito Mussolini (PNF) (du 24 janvier 1923 du 30 août 1925) |
| Ministre détaché pour des missions spéciales    |                                     | | Giovanni Giurati (PNF) (du 11 mars 1923 au 24 janvier 1924)                                                               | Giovanni Giurati (PNF) (du 11 mars 1923 au 24 janvier 1924) |

## Sources
- (it) Cet article est partiellement ou en totalité issu de l’article de Wikipédia en italien intitulé « Governo Mussolini » (voir la liste des auteurs).

## Compléments